# Goblin-grad
Goblin-grad je skupina goblinskih tunela koje vode iz Ettenmoorsa u visoki prijevoj.U tom podzemnom gradu Veliki goblin zarobio je Bilbovu družinu.

## Velika dvorana i Gollumova pećina
U velikoj dvorani goblini se okupljaju i tamo sjedi goblinski vođa Veliki goblin. Tamo su bili zarobljeni Bilbo i patuljci te je tamo pogibao Veliki goblin. Gollumova pećina ne samo da je mračna i ružna već je i voda prljava.  Gollum je tamo donio prsten i tamo se preselio sve dok Bilbo nije gonetao s njim i uzeo mu prsten.

## Stanovnici
U Goblin-gradu žive goblini, orci i trolovi. Zli goblini su nakon smrti Velikog goblina posvuda tražili Bilbovu družinu.